# Gabdulla Tukai
Gabdulla Tukai (em tártaro:  Габдулла Тукай) — (Koshlauch, 26 de abril de 1886 — Kazan, 15 de abril de 1913) foi um poeta tártaro, crítico literário, ensaísta e tradutor. Tuqay é muitas vezes referido como o fundador da literatura moderna tártaro, em que a língua tártara moderna substitui a antiga na literatura. Morreu de tuberculose em 15 de abril de 1913 aos 26 anos.